# برج و باروی قلعه چالشتر
برج و باروی قلعه چالشتر مربوط به دوره ساسانی است و در شهرستان شهرکرد، شهر چالشتر واقع شده و این اثر در تاریخ ۱۰ مهر ۱۳۸۰ با شمارهٔ ثبت ۴۰۸۱ به‌عنوان یکی از آثار ملی ایران به ثبت رسیده‌است.